# تعدد القدرات (مركبات بيولوجية)

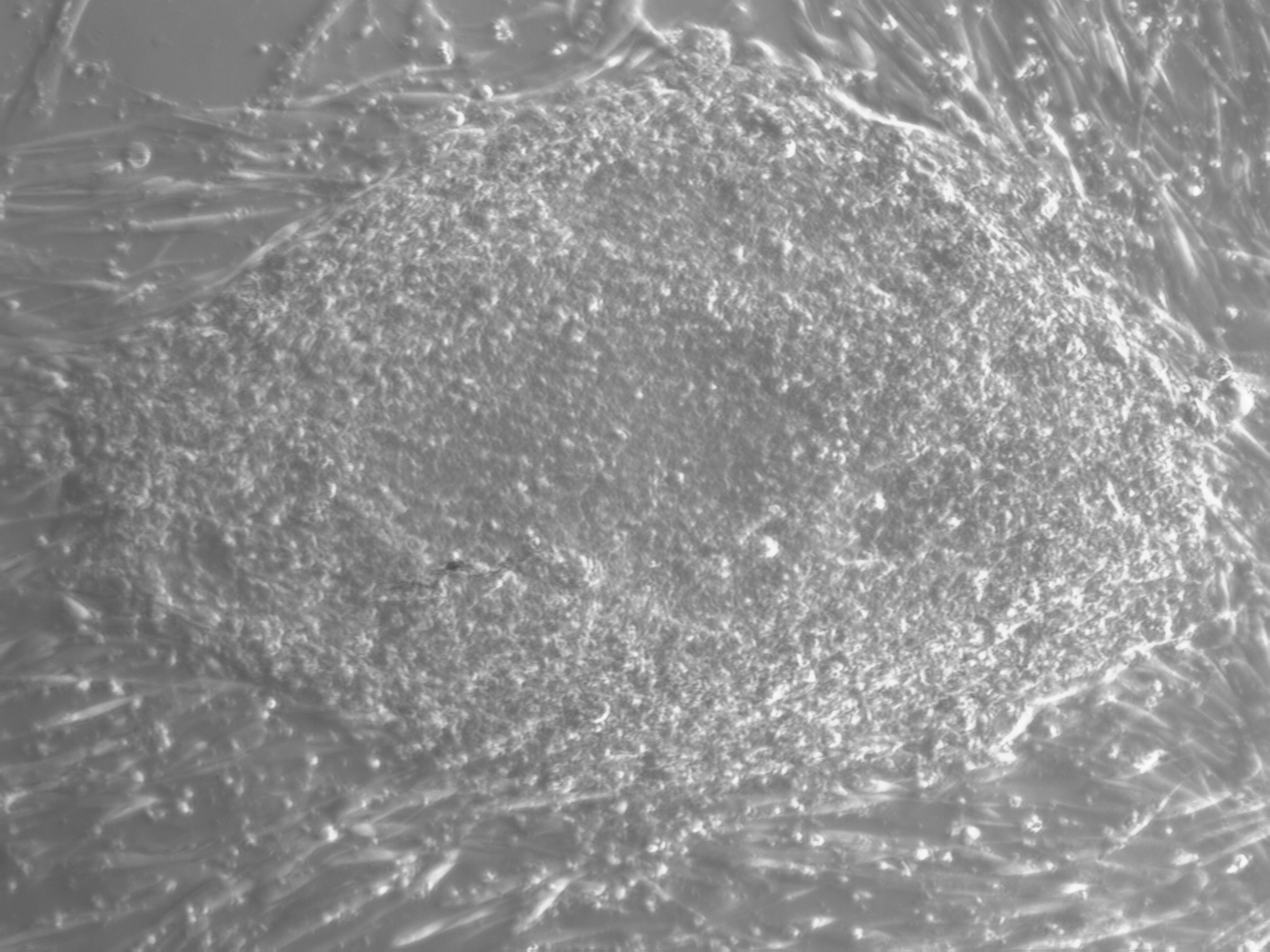

تعدد القدرات للمركبات البيولوجية هو تعبير يصف قدرة مواد معينة على إحداث العديد من الاستجابات البيولوجية المميزة.
فعلى سبيل المثال، في علم المناعة تتميز العديد من السيتوكينات بكونها متعددة القدرات، أي أن كل مركب من هذه المركبات بإمكانه تنشيط سلوك معين في بعض أنواع الخلايا وتثبيط سلوك آخر في أنواع أخرى من الخلايا. ويعد إنترفيرون جاما خير مثال على خاصية تعدد القدرات. إذ إنه يثبط النمو في معظم الخلايا الجسدية ويسمح بزيادة تنظيم التعبير عن مستضدات معقد التوافق النسيجي الكبير (MHC) في استجابة عامة مضادة للفيروسات. بينما يحفز هذا الهرمون البروتيني في الخلايا اللمفية البائية تحويل فئة الأجسام المضادة، ويحفز النضوج في الخلايا الفاتكة الطبيعية (NK). أما في البلعميات، فإنه يعمل على تنشيط الفتك داخل الخلية.
تتمتع الخلايا ذات القدرات المتعددة بقدرتها على بلعمة الخلايا البكتيرية وإذابة خلايا الدم الحمراء. ويعاني المصابون بالأورام اللمفية التيفودية من خلل في نيوكليوتيدات بيتا في نواة الخلية متعددة القدرات. ويتسبب هذا في دفع الخلية إلى إذابة خلايا الدم الحمراء، وهو ما يؤدي إلى الوفاة نتيجة الاختناق في النهاية نظرًا لنقص الأكسجين في الدم.